# Veronica St. Clair
Pour les articles homonymes, voir St. Clair.
Veronica St. Clair, née le 6 avril 1994 à Burbank en Californie, est une actrice américaine de cinéma et de télévision.
Elle est principalement connue pour son rôle de Riley Velez dans la série télévisée de science-fiction La Brea.

## Biographie
Veronica St. Clair naît le 6 avril 1994 à Burbank en Californie d'une mère cubaine et d'un père philippino-américain, Rey Sanchez, Jr.,,,,.
Elle grandit à Burbank en Californie, où elle suit les cours de la John Burroughs High School,.
Elle s'inscrit ensuite à l'Université de San Diego, une université où son père Rey Sanchez, Jr. a obtenu son diplôme en 1988. « À la moitié de mon premier semestre, je me suis déclarée étudiante en théâtre, ce qui est drôle parce que je n'avais jamais vraiment suivi de formation théâtrale ou théâtrale. Mais j'avais l'habitude de passer devant le département de théâtre de Camino Hall en me rendant à un cours de jazz que je suivais. ». Pendant un mois, elle ne parle pas de cette décision à ses parents parce qu'elle avait toujours pensé qu'elle rejoindrait l'entreprise familiale, Chulada Spices, une entreprise qui « vend des épices, des herbes et des snacks en gros le long des côtes de toute la Californie du Sud à des marchés plus petits, principalement mexicains. J'ai grandi dans cet entrepôt. Cela m'a semblé évident de suivre leurs traces. ». Nerveuse à l'idée qu'ils ne lui apporteraient pas leur soutien, elle se résout quand même à leur faire connaître son orientation en théâtre et, à sa grande surprise, reçoit de leur part une réponse positive : « Super, sois sage ».
Elle obtient son baccalauréat de l'Université de San Diego en 2016.
Veronica St. Clair a un jeune frère, Trey, qui a fait ses études comme elle à l'Université de San Diego.
En 2020, elle auditionne pour un rôle secondaire dans la série télévisée La Brea de NBC mais la production la rappelle pour passer une audition pour Riley, un des rôles principaux de la série : « J'ai passé une seule audition pour Riley et on m'a proposé le rôle environ une semaine plus tard, ce qui n'est pas du tout une expérience d'audition conventionnelle ». Deadline Hollywood annonce le 27 février 2020 qu'elle intègre le casting de la série. Veronica St. Clair précise qu'elle avait passé 183 auditions avant de décrocher son rôle dans La Brea.
Mais le tournage de la série est affecté par la pandémie de Covid-19 : « Lorsque la pandémie a frappé, j'avais fait mes valises, prête à m'envoler pour Vancouver, où nous tournions le pilote. Puis j'ai reçu un appel m'informant que nous repoussions le tournage de deux semaines. ». Mais ces semaines deviennent ensuite des mois à mesure que la gravité de la pandémie mondiale devient évidente et la jeune actrice avoue :« J'étais reconnaissante que NBC me donne de l'argent pour que je puisse acheter des provisions et payer mon loyer. ».
En janvier 2021, la chaîne NBC donne enfin le feu vert à la série pour une première saison de 10 épisodes : « J'ai reçu un appel de mon manager me disant qu'ils allaient non seulement me recruter, mais que le tournage se déroulerait en Australie et que je déménagerais dans deux mois en Australie. ». Le tournage de la série, dont l'action se déroule à Los Angeles, a lieu en effet à Melbourne et dans l'État du Victoria, en Australie,.
Selon Veronica St. Clair, pendant la production, 7 000 tests Covid ont été réalisés sur les personnes travaillant sur le projet et il n'y a pas eu un seul cas positif : « Cela témoigne des centaines de personnes travaillant sur cette production qui sont engagées dans leur métier, engagées les unes envers les autres et engagées pour notre sécurité. ».

## Filmographie
Sauf indication contraire, les informations mentionnées dans cette section peuvent être confirmées par les bases de données cinématographiques IMDb et Allociné,  présentes dans la section « Liens externes ».

### Télévision

#### Séries télévisées
- 2020 : Unbelievable : Girlfriend[5],[6],[10]
- 2020 : 13 Reasons Why : Heidi (saison 4, 1 épisode),[5],[6]
- depuis 2021 : La Brea : Riley Velez (24 épisodes -  en cours)[1],[7],[5],[11],[12],[13]

### Cinéma
- 2018 : To the Beat!, film de Jillian Clare : Mandy[3],[5]
- 2023 : Maybe It's You, film de Cameron Fay : Lexa[3],[5],[10]